# Championnats du monde juniors de ski alpin 2011
Navigation
Édition précédente Édition suivante
La 30e édition des Championnats du monde juniors de ski alpin se déroule du 30 janvier 2011 au 5 février 2011 à Crans-Montana en Suisse.

## Podiums

### Hommes
| Épreuve                 | Médaille d'or     | Médaille d'argent  | Médaille de bronze |
| Descente 03/02/2011     | Boštjan Kline     | Frederic Berthold  | Otmar Striedinger  |
| Super G 04/02/2011      | Boštjan Kline     | Frederic Berthold  | Justin Murisier    |
| Slalom géant 30/01/2011 | Alexis Pinturault | Vincent Kriechmayr | Mathieu Faivre     |
| Slalom 31/01/2011       | Reto Schmidiger   | Justin Murisier    | Mathias Rolland    |
| Combiné 03/02/2011      | Reto Schmidiger   | Justin Murisier    | Philipp Brown      |

### Femmes
| Épreuve                 | Médaille d'or           | Médaille d'argent     | Médaille de bronze |
| Descente 01/02/2011     | Lotte Smiseth Sejersted | Wendy Holdener        | Cornelia Hütter    |
| Super G 05/02/2011      | Elena Curtoni           | Jasmin Rothmund       | Cornelia Hütter    |
| Slalom géant 02/02/2011 | Sara Hector             | Lisa Magdalena Agerer | Wendy Holdener     |
| Slalom 03/02/2011       | Jessica Depauli         | Anna Swenn-Larsson    | Mikaela Shiffrin   |
| Combiné 03/02/2011      | Wendy Holdener          | Andrea Thürler        | Joana Hählen       |

## Tableau des médailles
| Rang | Nation     | Or | Argent | Bronze | Total |
| ---- | ---------- | -- | ------ | ------ | ----- |
| 1    | Suisse     | 3  | 5      | 3      | 11    |
| 2    | Slovénie   | 2  | 0      | 0      | 2     |
| 3    | Autriche   | 1  | 3      | 3      | 7     |
| 4    | Suède      | 1  | 1      | 0      | 2     |
| 5    | Italie     | 1  | 1      | 0      | 2     |
| 6    | France     | 1  | 0      | 2      | 3     |
| 7    | Norvège    | 1  | 0      | 0      | 1     |
| 8    | Canada     | 0  | 0      | 1      | 1     |
| 9    | États-Unis | 0  | 0      | 1      | 1     |